# Buchenavia tetraphylla

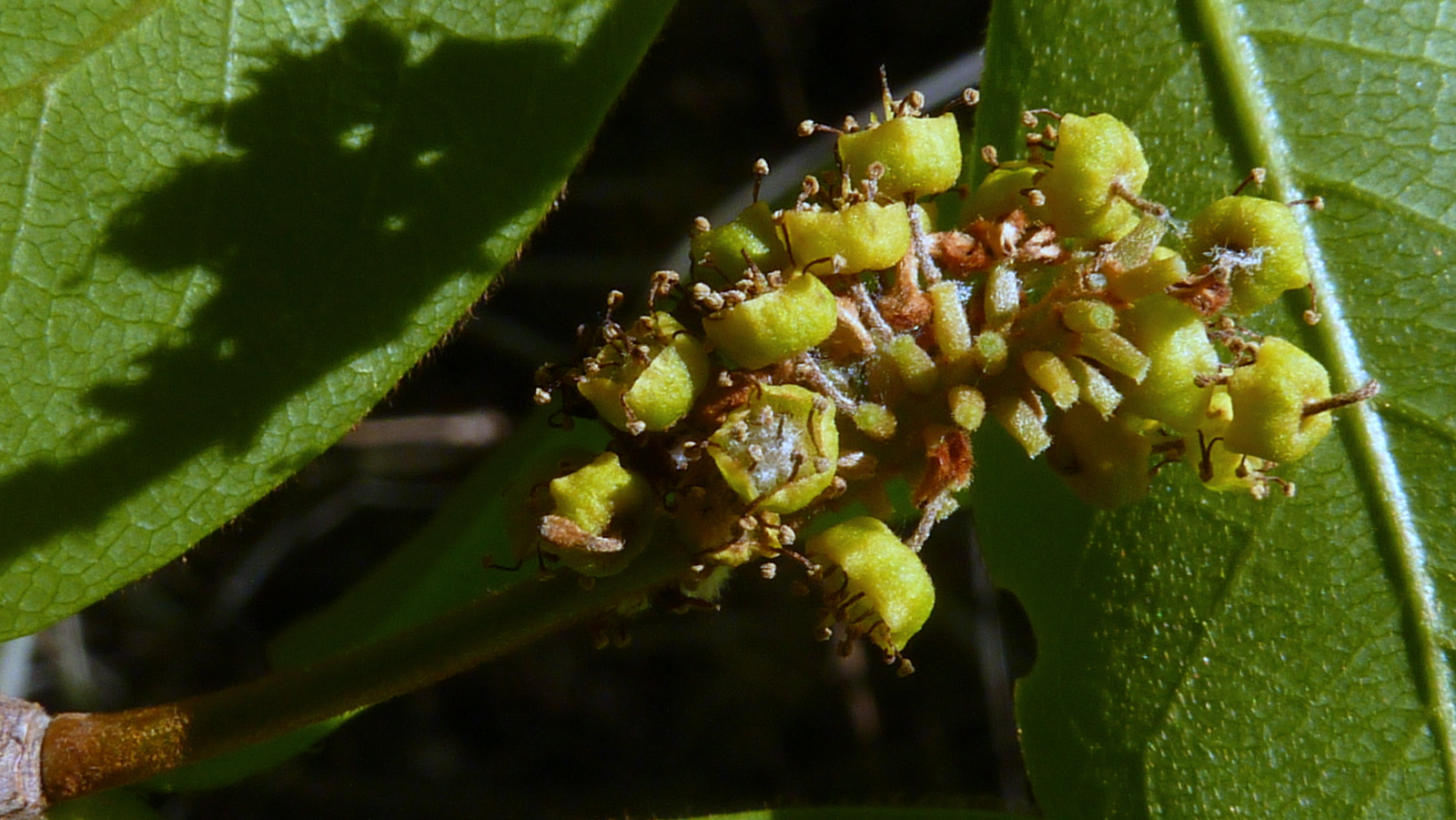
Blütenstand

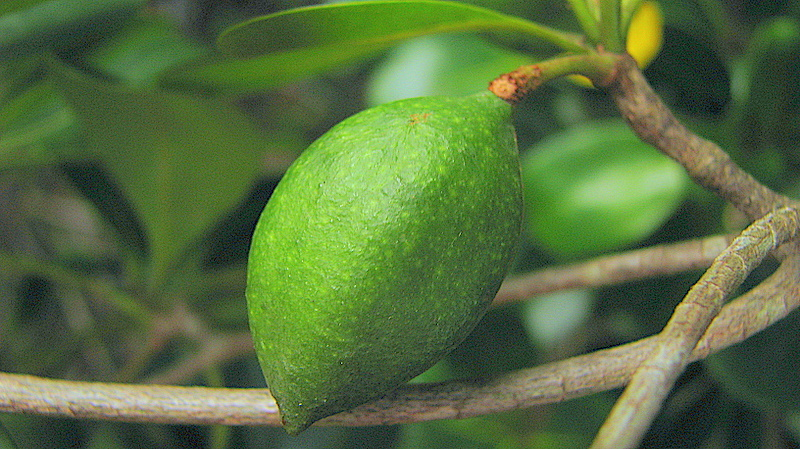
Unreife Frucht

Buchenavia tetraphylla (Syn.: Terminalia tetraphylla (Aubl.) Gere & Boatwr.) ist ein eher seltener Baum in der Familie der Flügelsamengewächse aus Bolivien, dem mittleren Brasilien bis in die Guyanas und nach Zentralamerika bis in die Karibik.

## Beschreibung
Buchenavia tetraphylla wächst als halbimmergrüner Baum bis über 30 Meter hoch. Der Stammdurchmesser erreicht über 1 Meter. Die braune Borke ist leicht rissig. Bei größeren Exemplaren sind kleinere Brettwurzeln ausgebildet.
Die büschelig, scheinwirtelig, angeordneten und kurz gestielten Laubblätter sind an den Zweigenden gedrängt. Der Blattstiel ist bis zu 1,5 Zentimeter lang. Die verkehrt-eiförmigen bis spatelförmigen, ledrigen Blätter sind ganzrandig und abgerundet bis stumpf oder eingebuchtet mit keilförmiger Basis. Sie sind bis etwa 10 Zentimeter lang sowie unterseits heller und leicht rostig behaart, oberseits sind sie glänzend und fast kahl.
Es werden achselständige, kurze, relativ langstielige und fein rostig behaarte, dichte, ährige Blütenstände gebildet. Die sehr kleinen, sitzenden bzw. „pseudogestielten“ und zwittrigen, grünlichen, fünfzähligen Blüten besitzen eine einfache Blütenhülle, die Kronblätter fehlen. Es ist ein kleiner Blütenbecher ausgebildet, der sich in einen unteren, länglichen, rostig behaarten, oberseits kürzeren, dünnen, stiel-, halsartig verschmälerten, Teil (Pseudostiel) und einen schüsselförmigen, fast kahlen, oberen gliedert. Der verwachsene und minimal gezähnte Kelch ist fein behaart. Es sind 10 kurze Staubblätter in zwei Kreisen vorhanden. Die Antheren sind ohne Konnektiv, sie sitzen direkt am Staubfaden. Der einkammerige Fruchtknoten ist unterständig, im untersten Teil des Blütenbechers, mit kurzem Griffel und minimaler Narbe. Es ist ein gelappter, schüsselförmiger und behaarter Diskus vorhanden.
Es werden ei- bis spindelförmige oder rundliche, gelb-grüne bis orange-gelbe, 2,5–3,5 Zentimeter lange und meist kahle, teils leicht bis schwach rippige, einsamige Steinfrüchte (Scheinfrucht) gebildet. Der beige, spindelförmige Steinkern ist rippig und bis etwa 1,8 Zentimeter lang.

## Verwendung
Das qualitativ hochwertige, recht harte und gut beständige, recht schwere Holz wird nur wenig genutzt. Es ist bekannt als Yellow sanders, Granadillo oder Mirindiba.